# Giocattoli di Iulia Graphis

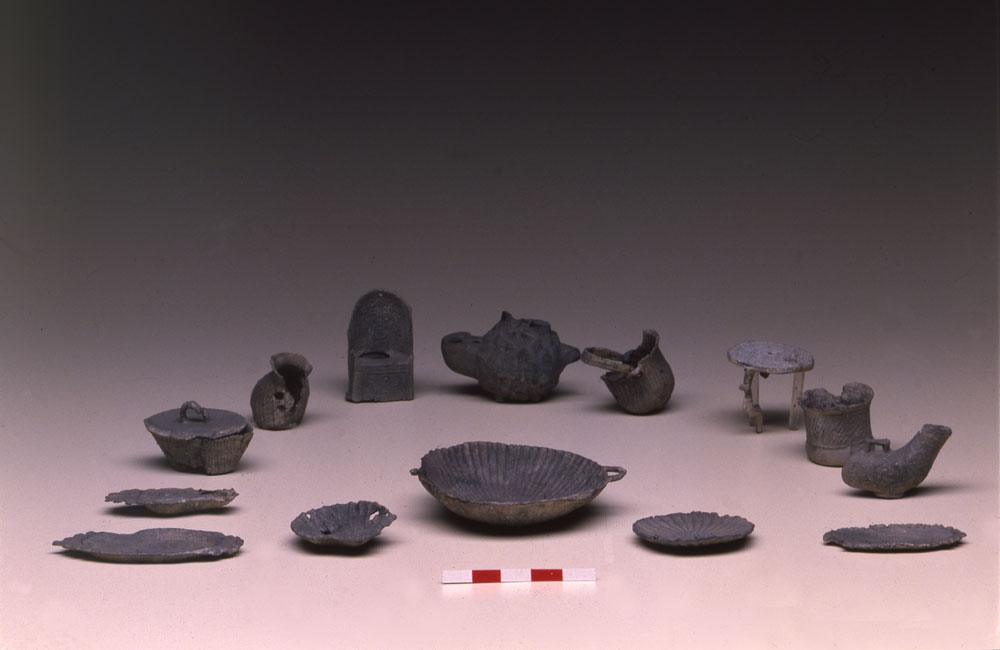
Giocattoli di Iulia Grafis

I giocattoli di Iulia Graphis sono oggetti miniaturistici in piombo ritrovati all’interno della cassa laterizia che conteneva i resti incinerati della giovane liberta Iulia Graphis. Insieme a 13 piccoli oggetti in piombo, che riproducono l’arredo e le suppellettili di una casa di bambola, è stata ritrovata anche una piccola lucerna in argilla a forma di pigna. Il ritrovamento risale al 5 settembre 1863, ad opera di Albino Umiltà, durante la demolizione del Forte San Ferdinando a Brescello.

## Descrizione

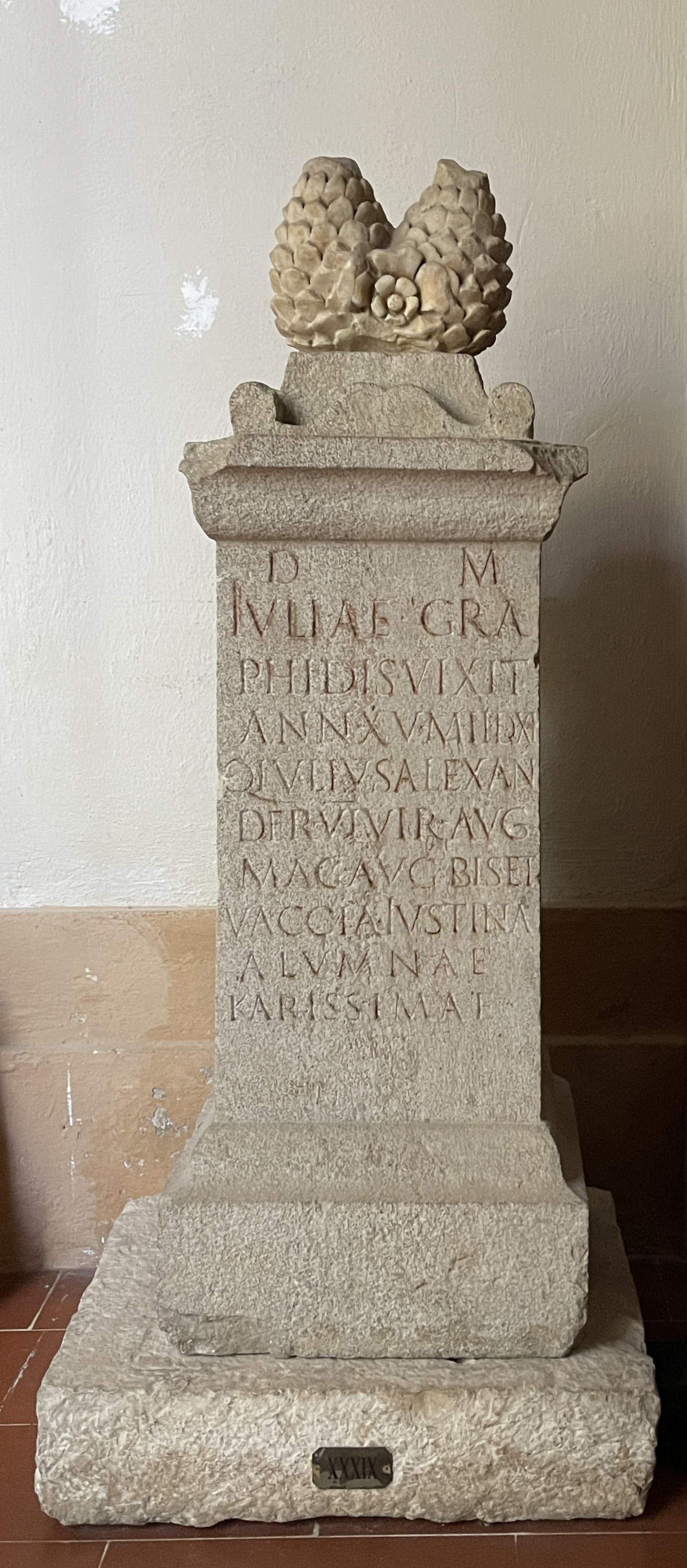
Ara funeraria di Iulia Graphis, Portico dei Marmi

Questo tipo di oggetti in miniatura veniva denominato anche crepundia (dal verbo latino Crepo, faccio rumore), assimilandoli ai piccoli pendagli riproducenti oggetti quotidiani, che spesso venivano messi al collo dei bambini appesi a catenelle, e forse utilizzati anche con funzione di sonagli.
Gli oggetti sono riproduzioni miniaturizzate di modelli forse in bronzo o in marmo: una cathedra supina, ovvero un sedile utilizzato da donne di rango, ornato da un bel volto giovanile; una mensa tripes (tavolino), destinato al banchetto, un repositorium (appoggio per i contenitori delle vivande) o mensa delphica (tavolo buffet) o arula. Altri elementi componevano invece un servizio da tavola: una brocchetta, due coppe, una concha (una coppa a forma di a conchiglia per le abluzioni oppure una saliera), due lances (piatti da portata), una situla (secchiello), un tegame con coperchio, un askos (contenitore a forma di otre), una lucerna.
Si ipotizza che questi oggetti siano stati utilizzati come giocattoli dalla giovane Iulia, morta all’età di 15 anni nel II secolo d.C., a cui appartiene anche un cippo funerario ritrovato nel 1863 sopra la cassetta con i suoi resti, che ne racconta la storia. Graphis era figlia di una schiava della gens Iulia di Brixellum, e alla morte della madre era stata affrancata dai suoi ex padroni, che ne avevano assunto la tutela e le avevano dato il proprio cognomen. I giocattoli sono stati inseriti nella tomba forse perché, proprio a causa della morte prematura, la ragazza non ha potuto offrirli a Venere, in luoghi appositamente destinati al culto, come avveniva per le giovani romane dell’epoca al raggiungimento della pubertà.
Sono conservati presso il Palazzo dei Musei nella Collezione di Paletnologia, sede principale dei Musei Civici di Reggio Emilia.